# Kaj Franck

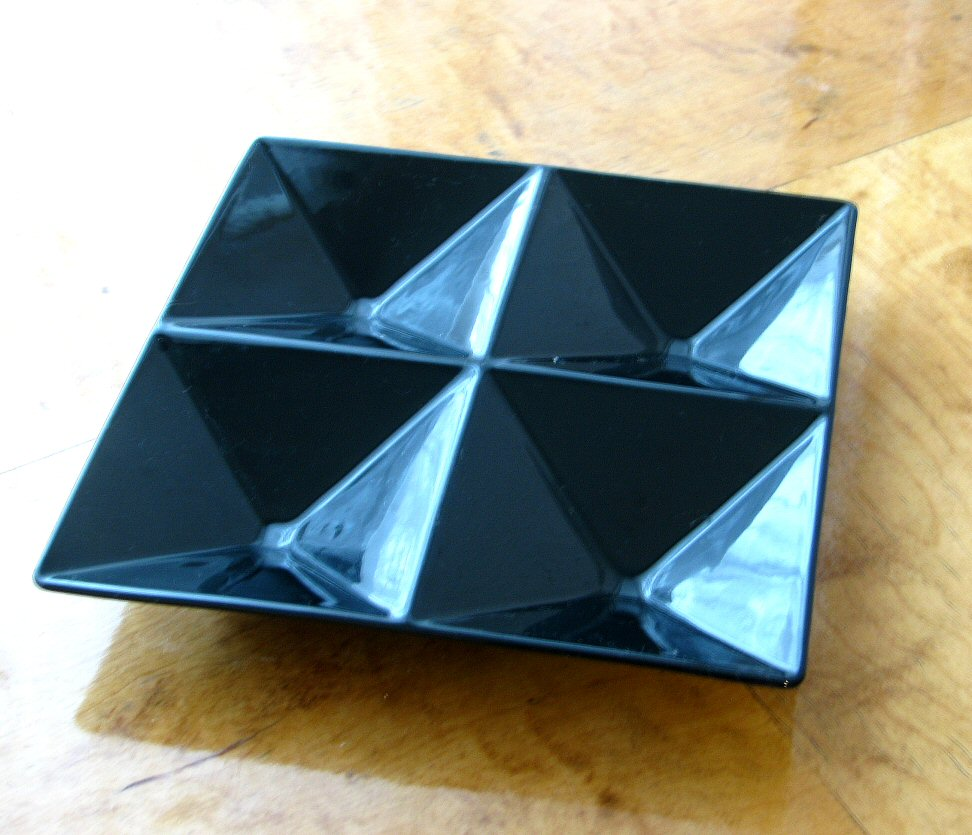
Hors d’œuvre – Kaj Franck 1957

Kaj Gabriel Franck (* 9. November 1911 in Wyborg (finnisch: Viipuri), Finnland (heute Russland); † 26. September 1989 in Santorin, Griechenland) war ein finnischer Designer, der als „das Gewissen des finnischen Designs“ bezeichnet wurde. Er war neben Alvar Aalto, Tapio Wirkkala und Timo Sarpaneva einer der bedeutendsten Vertreter finnischen Designs.

## Leben und Beruf
Francks Vater Kurt entstammte einer Lübecker Kaufmannsfamilie, seine Mutter Genéviève kam aus einer finnlandschwedischen Künstlerfamilie und arbeitete selbst als ausgebildete Möbeldesignerin. Ihr Vater, Francks Großvater, der Architekt und Schriftsteller Johan Jacob Ahrenberg, war der erste Industriedesigner bei Arabia. Nach dem Tod des Vaters zog die Familie 1918 nach Helsinki, wo Franck zur Schule ging. Anschließend studierte er an der Zentralen Schule für Industriedesign (Taideteollinen Korkeakoulu), der Vorgängerin der heutigen Hochschule für Kunst und Design Möbeldesign und schloss 1932 als Innenarchitekt ab.
1930 besuchte Franck die Stockholmer Ausstellung, die den Durchbruch des Funktionalismus in den nordischen Ländern brachte. Seine eigene Entwicklung dreht sich um die Auseinandersetzung für und wider den Funktionalismus und die finnische Ausprägung von Kunst und Design. Die Prinzipien des Funktionalismus übernahm er in seinen Arbeiten erst in den späten 1940er Jahren, um den Herausforderungen starker sozialer und wirtschaftlicher Umbrüche der Nachkriegsperiode und des Wiederaufbaus in Finnland gerecht zu werden.
Francks Einberufung zum Militärdienst 1939 brachte ihn zum ersten Mal aus dem künstlerischen und gebildeten großbürgerlichen Umfeld heraus in engen Kontakt mit sozial schwachen Bevölkerungsschichten, was für sein weiteres Leben prägend war und seine Vorstellungen von Design weg vom Kunsthandwerk hin zu gut gestalteten, allgemein verfügbaren Massenprodukten veränderte.
1933–1934 arbeitete er als Illustrator für die Kataloge der Glaswerke Riihimäki, danach als Innenarchitekt, Schaufensterdekorateur, Textilgestalter und Ausstatter beim Kaufhaus TE-MA in Helsinki. Von 1938 bis 1945 entwarf er bedruckte Stoffe für Yhtyneet Villatehtaat und Helsingin Taidevärjäämö. Für die finnische Familienwohlfahrtsvereinigung entwarf Franck 1946 sein erstes Gebrauchsgeschirr.
1945–50 entwarf er Glasprodukte für Iittala, 1946 begann er als Designer bei Arabia, wo er schnell zum Chefdesigner aufstieg und mit Kilta sein wohl berühmtestes und bis heute verfügbares Tafelgeschirr entwickelte. 1951 wechselte er zu Nuutajarvi, einem Glashersteller, der nach einem Brand in Schwierigkeiten geraten war und vom damaligen Eigentümer der Arabia, dem Wärtsilä Konzern übernommen wurde und übernahm dort bis 1976 die künstlerische Leitung. Er entwarf aber weiterhin für Arabia und andere Firmen wie Iittala.
Daneben war er von 1946 an zunächst als Lehrer und später als künstlerischer Leiter der Kunsthochschule, Vorgängerin der Hochschule für Kunst und Design Helsinki tätig.
Franck starb 1989 auf einer Urlaubsreise in Griechenland.

## Gestaltung

### Prinzip
Kaj Franck entwarf schlichte, höchst einfach gestaltete Gebrauchsgegenstände. Alles Überflüssige hat er weggelassen; die Form auf ihren Grund reduziert. Ein weiteres seiner Prinzipien war die Harmonie von Farben und Formen. Die Reduktion auf das Wesentliche spiegelt klar Francks Überzeugung

„Die einzige Möglichkeit, die gestaltungstechnischen Probleme von Gebrauchswaren zu lösen, darin besteht, radikal und sozial zu sein.“

Er steht in einer Entwicklung, die heute im 1875 gegründeten, ältesten Designmuseum der Welt in Helsinki, dargestellt wird. Bereits vor Erlangung nationaler Unabhängigkeit suchten die Finnen ihre eigene Identität neben Sprache und Geschichte in der Gestaltung der Alltagsgegenstände. Ihren Ursprung findet diese Designtradition in selbstgefertigten Dingen bäuerlicher Lebensweise und der finnischen Nationalromantik, die, inspiriert vom deutschen Jugendstil, auf die Folklore Kareliens und die nationalen Mythen des Kaleva zurückgeht.
Der hergebrachte finnische Agrarstaat erfuhr durch die, nach Zerstörungen, Bevölkerungsverschiebungen und anderen Umwälzungen in der Folge des Zweiten Weltkriegs, notwendigen Neu- und Wiederaufbauarbeiten im ganzen Land eine nie dagewesene Entwicklung zu einem modernen Industrie- und Sozialstaat westeuropäischer Prägung. Ein integraler und notwendiger Teil dieser Entwicklung sind die Ikonen moderner finnischer Architektur und Gestaltung. Im Design von Alltagsgegenständen sind Geschirr von Tapio Wirkkala, Timo Sarpaneva und Kaj Franck, Vasen von Alvar Aalto oder Stoffe und Kleidung im frechen Design von marimekko nicht wegzudenken und international anerkannt.

### Experimente
Gleichgültig ob künstlerisches Wirken oder Gebrauchsgegenstand, Francks Hauptinteresse galt immer der Entwicklung neuer Techniken, Materialien und Gestaltungen, Eigenschaften und Ausdrucksformen. Als Ergebnis seiner Experimente bei Nuutajärvi sind viele althergebrachte Techniken überprüft und neue Produktionsmethoden entwickelt worden, beispielsweise die Farbringtechnologie, die Herstellung traditionellen Filigree oder überfangenen Glases. In den 1950ern hat Franck die Filigreetechnik für sich entdeckt und damit bis in die 1970er hinein experimentiert und immer wieder Einzelstücke gestaltet.

## Wirkung

### Geometrie und universelle Formen
Franck bestand nachdrücklich auf der Allgemeingültigkeit grundlegender geometrischer Formen wie Würfel, Kegel, Zylinder etc., die ihm die Grundlage für seine Entwürfe gaben und aus denen er kulturüberspannend universelle, weltweit gültige Formen entwickelte. Beispielhaft kommt das in der von ihm bevorzugten klassisch semi-sphärischen Form der Teetassen zum Ausdruck. Er hat gestalterisch auch immer auf Formen Bezug genommen, die sich im Laufe langen praktischen Gebrauchs und menschlicher Nutzung zu endgültiger Reife entwickelt haben, ohne dass man einen einzelnen Gestalter nennen kann oder über das Zustandekommen nachdenkt. Solche Objekte haben ihre Form im Laufe der Zeit angenommen und den Menschen die Jahrhunderte über gedient. Prägende Beispiele dafür fand er vor allem in Japan.

### Japan
Franck besuchte Japan zum ersten Mal 1956, um japanische Kunst und Gartengestaltung kennenzulernen. Er war kein unkritischer Bewunderer, sondern hat einzigartiges und beständiges erkannt und für sich herausgearbeitet. Gusseisenobjekte, die in der Teezeremonie benutzt werden, haben ihn ebenso eingenommen wie Keramik, Holzgegenstände oder Textilien. Materialien und deren Oberflächen beeindruckten ihn in gleicher Weise wie die Formgebung und künstlerische Gestaltung. Der ihm eigene Minimalismus und seine Ablehnung Überflüssigem oder Verschwendung gegenüber fanden ihre kongeniale Spiegelung in der Feinfühligkeit, dem Bewusstsein und Respekt gegenüber den Materialien in Kunst und Design des klassischen Japan.
Den Hojo-Teien Zen-Garten des Ryōan-ji Tempels in Kyōto beschrieb Franck als „vielleicht das Schönste, das ich je gesehen habe“.

### Berühmt: Kartio, Kilta, Teema und andere
Seine bekannteste Glasserie war Kartio (1958–1975) für Nuutajärvi. Auf deren Grundlage und seiner in den fünfziger Jahren geschaffenen Keramikgeschirr-Serie Kilta für Arabia ist die Geschirrserie Teema entstanden, eine seiner international bekanntesten Arbeiten. In den Servicen hat der Künstler den Grundsatz seines kreativen Schaffens ausgedrückt: ständiges Streben nach reiner Form und schlichter Schönheit.
In den 1950er Jahren war Franck bei den Mailänder Triennalen erfolgreich.

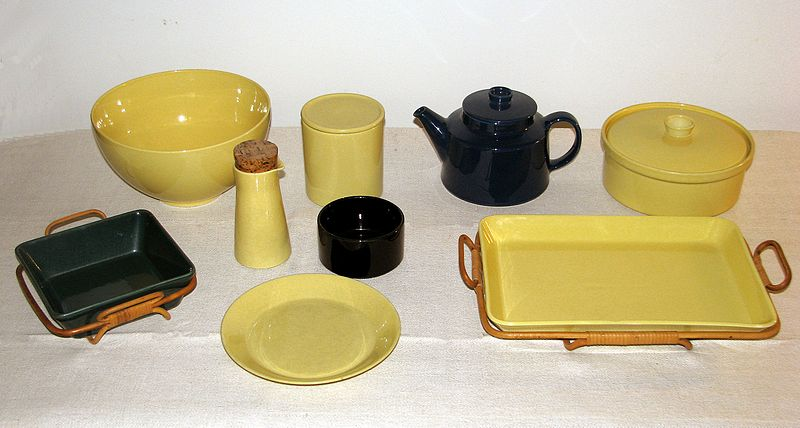
Kilta Auswahl

### Kilta
Francks Motto „Zerschmeißt das Tafelgeschirr“ (smash the dinnerware) beschreibt die Radikalität seines Designansatzes, aus dem auch das Geschirr Kilta entstand. 1948, mitten im Wiederaufbau der finnischen Nachkriegszeit, begann Franck, für Arabia die Keramikgeschirr-Serie zu entwickeln und gestalten. Schlicht und klar in Farbgebung, Flächen und Form, in handlicher Größe und praktikabler Einfachheit entsprach dieser heutige Klassiker damals wie heute dem Ideal finnischen Modernismus. Aus dessen Impetus entstand das zeitlose Design.
Die von ihm für den täglichen Gebrauch entworfenen Porzellangegenstände vermeiden jede überflüssige Dekoration. Ein Gegenstand muss seiner Auffassung nach funktionell, robust, haltbar, leicht zu reinigen und unentbehrlich sein, um als gut und schön zu gelten.
Obwohl ohne formelle Ausbildung in Keramikgestaltung, hat Franck diese Herausforderung gelöst. Sie ist die konsequente Umsetzung von „form follows function“, Reduktion auf das Wesentliche und Harmonie von Farbe und Form. Wesentliches Merkmal sind Harmonie und Austauschbarkeit zwischen den einzelnen Teilen, auch über Farbgrenzen hinweg. Das Gesamtgeschirr Kilta bestand 1958 aus 37 miteinander kombinierbaren, weißen, schwarzen, blauen, grünen und gelben Einzelteilen. Kilta war die erste Geschirr-Serie; nicht als traditionelles Komplett-Service aufgelegt und verkauft, sondern in einzelnen, frei kombinierbaren Bestandteilen. Bekanntes Teil war das Kilta-Sahnekännchen (1948), das sich gleichzeitig zur Aufbewahrung und als Tischgeschirr eignete.
Die Markteinführung erfolgte 1953; Produktionsende war 1974.

### Teema
Inzwischen werden einzelne Teile aus Kilta wieder gefertigt; erneuert und an aktuelle Gegebenheiten angepasst als Geschirr Teema. Die Neugestaltung dieser Serie ist eines der letzten Projekte von Kaj Franck gewesen. Das neue Teema von 1977 besteht aus 19 verschiedenen Teilen, die nur noch auf den elementaren geometrischen Formen Kegel, Kreis und Quadrat beruhen.

### Arabia
1945 wurde Franck Designer der Arabia Porzellanwerke in Helsinki, seit 1946 als Leiter der gesamten künstlerischen Neugestaltung, eine Position, die er bis 1961 innehatte.
Gemeinsam mit Saara Hopea, Kaarina Aho und Ulla Procopé bildete er dort das Designteam für Gestaltung in Form und Dekor der Porzellane, für Ausstellungen und Projekte. Sie waren in wechselnder Besetzung gleichzeitig für die Verkaufsprospekte, Produktpräsentationen, Vertreterschulungen und allgemein die (künstlerische) Öffentlichkeitsarbeit zuständig.
Bei Arabia hat Franck die Entwicklungen fortgeführt, die in den 1930ern von Kurt Ekholm (1907–1975), einem der Vorreiter des Funktionalismus, für Alltagsgegenstände begonnen worden waren. Er war Teil einer internationalen Bewegung im Design, die sich die Neugestaltung und Verbesserung massenproduzierter Gebrauchsgegenstände zum Ziel gesetzt hatte, um gesellschaftlichem Bedürfnis nach moderner Gestaltung zu entsprechen. Beeinflusst wurde er dabei z. B. von dem Schweden Wilhelm Kåge (1889–1960), Designer bei der Porzellanfabrik Gustavsberg, Wilhelm Wagenfeld (1900–1990), Bauhaus Weimar, und den US-Amerikanern Mary (1905–1952) und Russel Wright (1904–1976).

### Glas

#### Iittala
1946/47 nahm Franck an einem Glas-Design-Wettbewerb von Iittala teil, der neue Entwürfe für die große Nordische Kunstgewerbeausstellung in Stockholm hervorbringen sollte. Den ersten Preis gewann Tapio Wirkkala, Franck den zweiten und dritten. Unter seinen Einsendungen befand sich auch eine geschnittene Glas-Karaffe. Das im gleichen Jahr folgende Bläschen-Design-Glas sollte ein Wahrzeichen seiner künftigen Arbeiten für Iittala werden. 1946–50 entwarf Franck die Wasserkaraffen und Trinkgläser der Kartio-Serie. Im September 1948 wurde auf einer kleinen Ausstellung von Industriedesign im Kaufhaus Stockmann in Helsinki die Serie Tupa vorgestellt. Die Teile bestanden aus geblasenem Grünglas und waren von einer über die Zeiten gewachsenen finnischen Glastradition inspiriert.

#### Nuutajärvi
Auch für Nuutajärvi hat Franck Gebrauchsglas entworfen. Er kam zu einer Zeit, als die Firma wegen lebhafter Nachfrage der Märkte in Europa und den USA dringend auf neue Formen angewiesen war. Gleichzeitig war der direkte Wettbewerber in Finnland, Arabia, Marktführer mit einem Quasimonopol sowohl bei den Haushalten als auch in der Gastronomie.
Franck war von 1950 bis 1976 für Nuutajärvi umfangreich tätig und schuf, ab 1951 als künstlerischer Direktor, viele große Gebrauchsglasserien, Pressglas ebenso wie geblasene Ware. Er trat dabei als Gestalter hinter die Marke Nuutajärvi zurück. 1965 äußerte er sich als Künstlerischer Leiter selbst dazu:

„Auch Design für die Serienfertigung darf die Menschen nicht langweilen. Es muss so prägend sein, daß es Jahre und Dekaden überdauert, aber so unaufdringlich, dass die Verbraucher nicht nach dem Designer fragen. Die Fabrikmarke sollte als Herstellerangabe reichen.“

Erst in den 1970er Jahren wurde von Nuutajärvi, Franck und anderen diese Zurückhaltung gegenüber der namentlichen Nennung des Gestalters aufgegeben. Von der Öffentlichkeit war diese nie akzeptiert worden: die Verbraucher kannten und nannten immer die Designer beliebter Glas- oder Geschirrserien.

#### Farbiges Glas
Farbiges Glas, das früher vor allem dem Zweck diente, Unreinheiten der Glasmasse zu überdecken, wurde zu einem Markenzeichen für Nuutajärvi. Weil Farbe bei Glas je nach Qualität anders ausfällt, benutzte man unterschiedliche Farben für die Glasbläserei, für Pressglas und Kunstglas. In der Glasbläserei fiel die Farbe auch je nach Wandstärke abweichend aus; bei Pressglas änderte sich mit der Wandstärke die Intensität der Farbigkeit.
Mit neuen Pigmenten, Produktionstechniken und der Zusammenstellung der Glasmasse änderten sich die Farben im Laufe der Jahre; die Herstellung wurde plan- und berechenbar. 1953 stellte Nuutajärvi unter der Produktnummer 5023 eine neue, mehrfarbige Reihe von Glasobjekten vor, die sowohl in Finnland als auch in den USA ein Erfolg wurde. Franck konnte danach freier mit unterschiedlichen, auch teuren Farbmaterialien experimentieren und diese kombinieren.

## Varia
Franck hat 1952 in Zusammenarbeit mit Saara Hopea auch die Inneneinrichtung für das Wärtsilä-Arabia Hauptgeschäft mit Ausstellungsraum in Helsinkis Innenstadt, Nördliche Esplanade 25, gestaltet.

## Würdigungen

### Ausstellungen

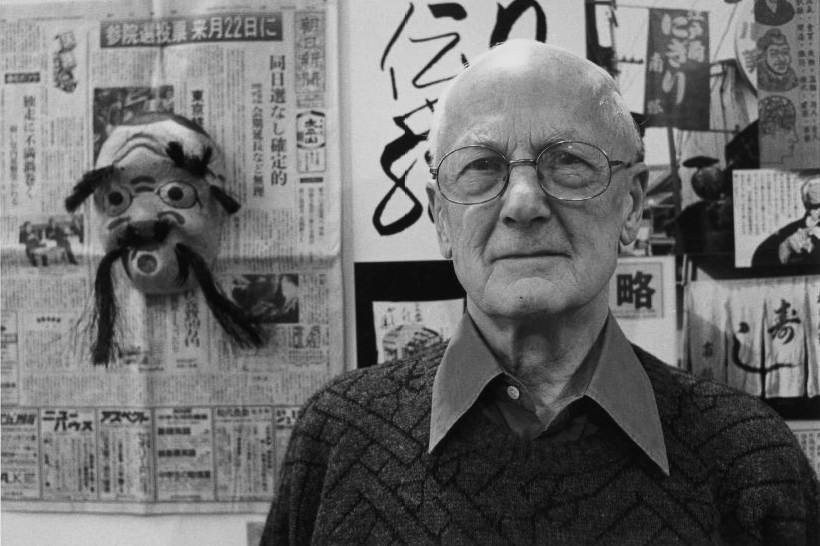
Kaj Franck bei seiner Ausstellung En barbar i Asien im Jahr 1989.

Franck war mit seinen Arbeiten in zahlreichen nationalen und internationalen Ausstellungen vertreten, darunter die einflussreiche Wanderausstellung Design in Scandinavia, die 1954–1957 in den USA und Kanada und 1968–1969 in Australien gezeigt wurde, die Triennalen von Mailand 1951, 1954, 1957 und 1960 und die Brüsseler Weltausstellung 1958. Bereits 1956 wurde er auch schon im musealen Kontext in der Ausstellung Tre finske kunsthåndværkere (dt. Drei finnische Kunsthandwerker) im Kunstindustrimuseet, dem späteren Designmuseum, in Kopenhagen gezeigt.
Retrospektiv ist sein Lebenswerk 1991 im Design Museum Helsinki, 1992 im MoMA, New York und 1997 im Städtischen Museum Heinola in Ausstellungen vorgestellt worden. Im Sommer 2003 haben das Arabia Museum Helsinki eine Würdigung zum 50-jährigen Bestehen des Geschirrs Kilta und das Design Forum Finnland die Sonderausstellung „Kaj Franck heute“ gezeigt.
Anlässlich seines hundertjährigen Geburtstages 2011 wurde Franck von einer Reihe finnischer Design-Institutionen mit Veranstaltungen, Publikationen und einer zentralen Ausstellung im Designmuseum Helsinki geehrt. Das Designmuseum Danmark zeigte 2013 ebenfalls eine Ausstellung zu Leben und Werk von Franck.
Seine Arbeiten befinden sich in den Sammlungen vieler Design- und Kunstgewerbemuseen.

### Preise
Franck erhielt unter anderem 1951 eine Goldmedaille und 1957 den Großen Preis der Trienniale Mailand, 1955 den Lunning-Preis, 1957 den Compasso d’Oro Mailand, 1964 die Prinz Eugen Medaille Schweden, die Pro Finlandia Medaille 1957, den Finnischen Design-Staats-Preis 1977, den Ehrenpreis der Stiftung Svenska Kulturfonden 1981 und den Ehrenpreis der Stadt Helsinki 1986.

### Ehrungen
Professur (Ehrentitel) 1972 in Finnland und 1983 Ehrendoktor des Royal College of Art, London.
Das Design Forum Finland verleiht seit 1992 jährlich den mit 10.000 Euro dotierten Kaj Franck Design Prize an einen Designer oder eine Designergruppe, die sich mit Arbeiten im Sinne von Kaj Franck hervorgetan haben.
Die Finnische Münzprägeanstalt hat im Januar 2011 zu seinem 100. Geburtstag eine 10-Euro-Gedenkmünze „Kaj Franck and Industrial Art“ herausgebracht.